# تورین
تورین (به ایتالیایی: Torino ) شهری در شمال غربی ایتالیا و مرکز استان پیه مونته (به ایتالیایی: Regione Piemonte) و نیز مرکز شهرستان تورینو می‌باشد. تورین نخستین پایتخت ایتالیا در فاصله سال‌های ۱۸۶۱ تا ۱۸۶۵ می‌باشد، و به لحاظ جمعیّتی چهارمین و به لحاظ اقتصادی سومین شهر مهمّ ایتالیاست.
معنای نام این شهر چندان پیچیده نیست و به سان نام برخی از اماکن به ریشه‌های دور تاریخی زبان بازنمی‌گردد: واژه "Torino" مرکّب از دو بخش "Toro" که در زبان ایتالیایی به معنای گاو نر است و پسوند "ino" که در دستور زبان ایتالیایی کارکرد مصغّر سازی (کوچک کردن) اسامی مذکّر را دارد، می‌باشد؛ بنابراین می‌توان این واژه را به فارسی، «گاو نر کوچک» (و نه گوساله نر) ترجمه کرد.

## تاریخ و گردشگری
به‌طور کلی ابنیه و اماکن دیدنی این شهر شامل میدان‌ها، موزه‌ها، کلیساهای قدیمی، پارک‌ها، قلعه‌ها و تپّه زیبای مشرف به شهر در کرانه شرقی آن و به امتداد ساحل رود پو می‌شود. محوریّت ابنیه تاریخی در تورین، هویّت سلطنتی شهر است (به عکس بسیاری از شهرهای ایتالیا که در آنها هویّت مذهبی و فراز و نشیب‌های قرون وسطی خودنمایی می‌کنند)
به جز کلیسای جامع سن جووانی باتّیستا (Duomo) که متعلّق به اواخر سدهٔ پانزدهم است، بیشتر بناهای عمومی مهم در تورین متعلّق به سده‌های ۱۷ و ۱۸ هستند که به سبک باروک ساخته شده‌اند.
در کلیسای کوچک کفن مقدّس، واقع در کلیسای جامع، ظرفی وجود دارد که حاوی کفنی است که گفته می‌شود حضرت مسیح را با آن دفن کرده بودند.
از دیگر نقاط قابل توجّه اسلحه‌خانه آرمریا رئاله است که موزه برجسته‌ای از اسلحه و جنگ‌افزار است.
پالاتزو ماداما مکانی است که اکنون موزه هنرهای باستان است.
پالاتزو کارینیانو زادگاه ویتّوریو امانوئلّه دوم پادشاه ایتالیا در سال ۱۸۶۱ تا ۱۸۷۸ است.

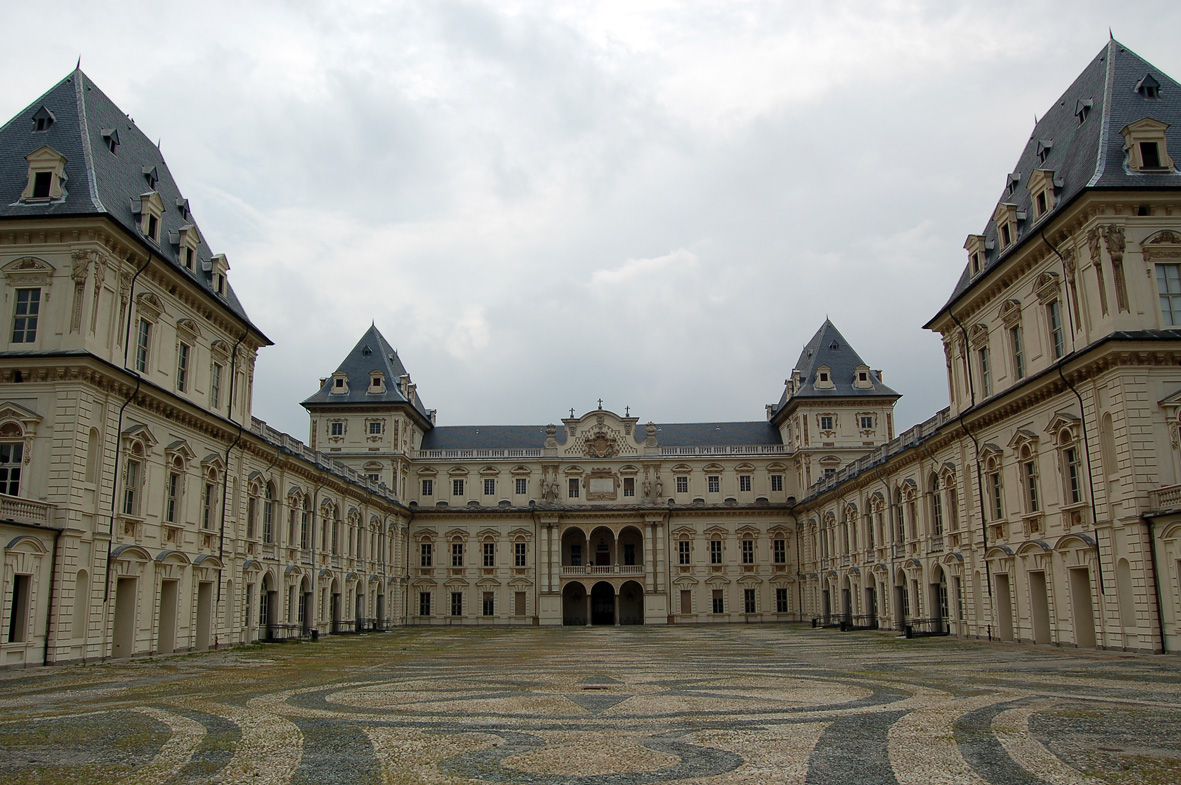
دژ والنتینو

نیایشگاه لا موله آنتونلّیانا در سال ۱۸۶۳ به عنوان پرستشگاه یهودیان و فرهنگستان علمی ساخته شده است. هم‌اکنون به نام بنای لا موله شناخته می‌شود و محل موزه ملّی سینمای ایتالیا می‌باشد. این بنا نماد شهر تورین محسوب می‌شود.
لا باسیلیکا دی سوپرگا که در سال ۱۷۳۱ تکمیل شده، آرامگاه خاندان ساووی، دودمان پادشاهی شمال ایتالیا است که در روی تپّه‌ای رو به شهر واقع شده است. در جوار این کلیسا همچنین آرامگاه اعضای تیم فوتبال تورینو که در سال ۱۹۴۹ و از قضا در همان مکان قربانی سانحه هوایی شدند نیز واقع شده است.

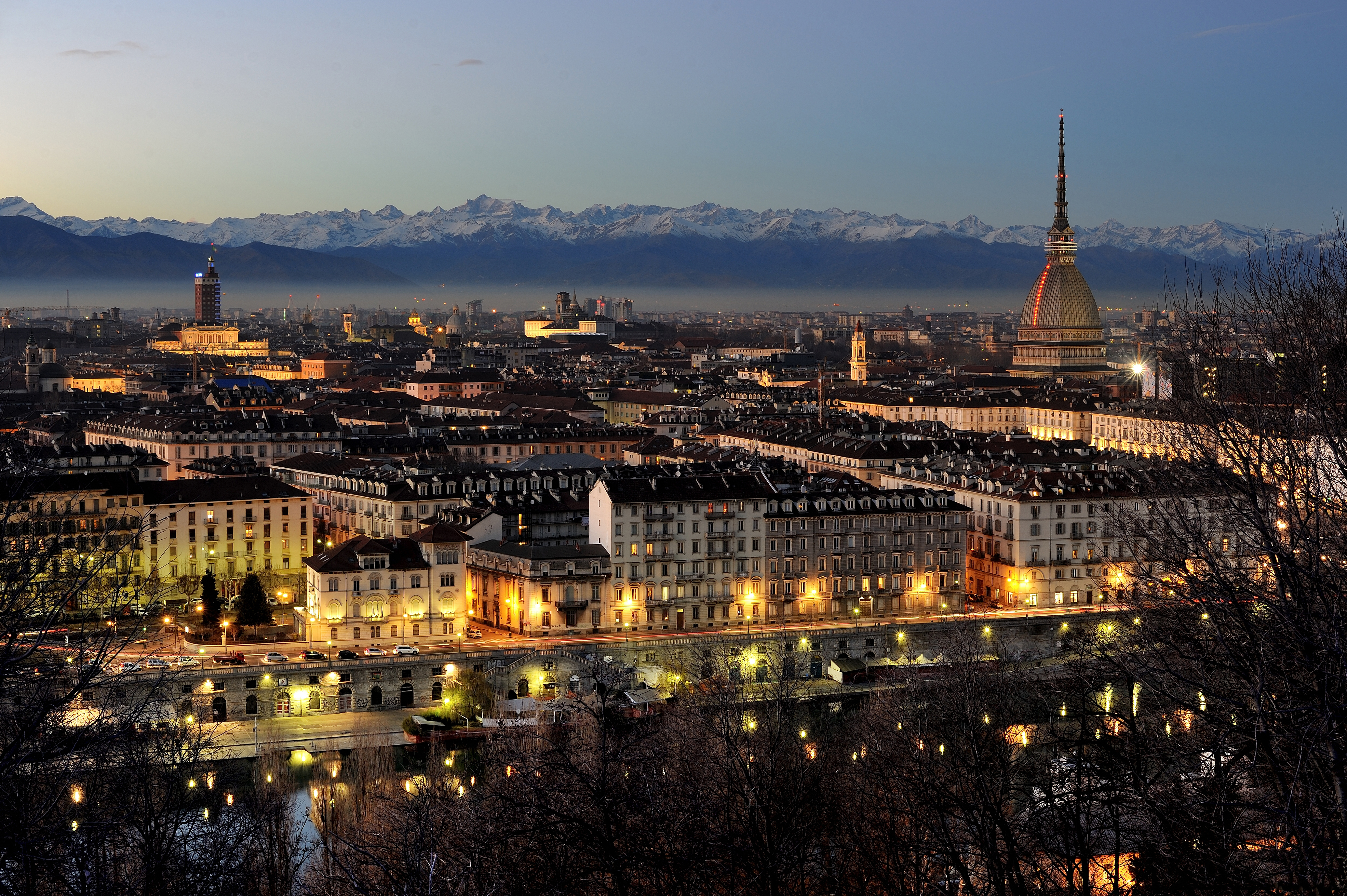
نمایی از شهر تورین

از دیگر جاذبه‌های گردشگری مهمّ شهر می‌توان به میدان سن کارلو، میدان ویتوریو ونتو و Piazza Castello (میادین)، Castello del Valentino (قلعه‌ای که مقرّ دانشکده معماری دانشگاه پلی تکنیک تورین نیز می‌باشد)، Chiesa Gran madre di Dio (کلیسا) و موزه مصرشناسی تورین اشاره نمود.

### شهرهای خواهرخوانده
▪ایران، کازرون

## جغرافیا

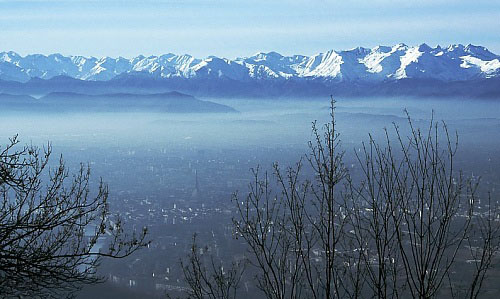
نمایی از شهر تورین

شهر در برخوردگاه دو رود پو و دورا ریپاریا و بر روی دشت پو واقع شده است. علاوه بر پو و دورا، رودهای استورا دی لنزو (stura di lanzo) و سنگونه (sagone) نیز در آن جریان دارند. به همین جهت، تورین به «شهر چهار رودخانه» نیز شهرت دارد. مهم‌ترین مشخّصه‌های جغرافیایی شهر تورین واقع شدن در کوهپایه آلپ و گذر رود پو از داخل شهر می‌باشند.

## جمعیّت

نقشه استان

در سال ۲۰۰۹ جمعیت شهر تورین، ۹۰۸٬۱۹۳ نفر بوده است. آمار یاد شده تنها مربوط به فضای شهری تورین می‌باشد و فضای کلان‌شهر تورین (یعنی با احتساب حومه و شهرهای اقماری متّصل به شهر امّا از حیث اداری جدا) آماری جداگانه و مربوط به خود را داراست. تا سال ۲۰۰۴، معادل ۷٬۸ درصد از این جمعیّت را اتباع خارجی عمدتاً از اعراب شمال آفریقا و شهروندان شرق اروپا تشکیل می‌داده‌اند.

## اقتصاد
تورین قطب صنعت خودروسازی ایتالیاست.
وجود کارخانجات بزرگ خودروسازی فیات و همچنین ایویکو (کامیون و اتوبوس)، کوماو (رباتیک و ماشین‌ابزار)، آلفا رومئو و لانچیا (خودرو سواری لوکس و اسپورت)، اف‌پی‌تی اینداستریال (موتور و گیربکس) و… این شهر رابه کانون صنعتی بزرگی تبدیل نموده است و در کنار جنوا و میلان به مثلث صنعتی شمال ایتالیا معروف هستند.

## آموزش عالی
در تورین چندین دانشگاه و فرهنگستان هنر و موسیقی فعّالیّت دارند که در میان آن‌ها دانشگاه علوم تورین، مرکز دانشمندان تورین، در سال ۱۴۰۴ بنیاد شده است. پلی تکنیک تورین دیگر دانشگاه برجسته این شهر است که از سال ۱۸۵۹ تاکنون به فعّالیّت در رشته‌های مهندسی و معماری اشتغال دارد.
در سال ۱۹۹۹ میلادی و همزمان با سفر رسمی رئیس‌جمهور وقت ایران محمّد خاتمی به ایتالیا، دانشگاه علوم تورین از سلمان رشدی دعوت به عمل آورد و به وی لیسانس افتخاری اعطا نمود.

## مترو
متروی تورین در سال ۲۰۰۶ تأسیس شده و هم‌اکنون دارای ۱ خط و ۲۱ ایستگاه می‌باشد.

## ورزش
تورین دارای دو باشگاه بزرگ فوتبال ایتالیا به نام یوونتوس و اف ث تورینو است و شهرآورد این دو تیم از قدیمی‌ترین شهرآوردهای ایتالیا و اروپاست. شکل‌گیری سابقه رقابت و حتّی دشمنی میان این دو تیم در درجه اوّل به نحوه شکل‌گیری باشگاه تورینو و در مرحله بعد به طیف طرفداران سنّتی آنها بازمی‌گردد: آنجا که هواداران بانوی پیر (لقب تیم یوونتوس) متعلّق به صاحبان صنایع، از طبقه متوسّط رو به بالای اجتماع، و هوادارن تورو (لقب تیم تورینو) از طبقه متوسّط رو به پایین هستند. از تیم یوونتوس همچنین با عنوان‌های یووه یا بیانکونری (سپید و سیاه‌ها) نیز یاد می‌شود. این شهرآورد، دلا موله نام دارد. به رغم آوازه و شهرت جهانی تیم یوونتوس و هواداران میلیونی اش در سطح جهان، در سطح شهر تورین تیم تورینو محبوب‌تر است و برتری یوونتوس در هواداران بین‌المللی می‌باشد.
ورزشهای زمستانی و به ویژه اسکی به لطف ارتفاعات آلپ و اقلیم سردسیر منطقه رونق فراوانی در تورین دارند. مهم‌ترین رخداد ورزشی رخ داده در تورین در سالیان اخیر، میزبانی المپیک زمستانی ۲۰۰۶ بوده است.

## ترابری
تورین از سامانهٔ ترابری شهری نسبتاً قدرتمندی سود می‌برد. شرکت GTT که از چند سال پیش با خریداری و ادغام تمامی شرکتهای متولّی امور حمل و نقل شهری تورین به تنهایی عهده‌دار این مهم در سطح شهر تورین و حومه می‌باشد، با شبکه‌ای کامل از اتوبوس و تراموا و نیز یک شبکه در دست احداث مترو، به جابجایی مسافران شهری می‌پردازد. یکی از خطوط مترو تورین در سال ۲۰۰۶ و بر حسب نیاز مسابقات المپیک زمستانی افتتاح شده و اکنون فعّال می‌باشد.